# Декстър: Първородният грях
„Декстър: Първородният грях“ (на английски: Dexter: Original Sin) е американски криминален сериал и прелюдия на „Декстър“, създаден от Клайд Филипс. Действието се развива през 1991 г., петнайсет години преди това на първия сезон на „Декстър“. Премиерата му е на 13 декември 2024 г. по Парамаунт+ и Шоутайм. През април 2025 г. е подновен за втори сезон.

## Заснемане
Снимките започват на 5 юни 2024 г. в Маями. През август снимачният процес продължава в Лос Анджелис.